# Robin Fåhræus

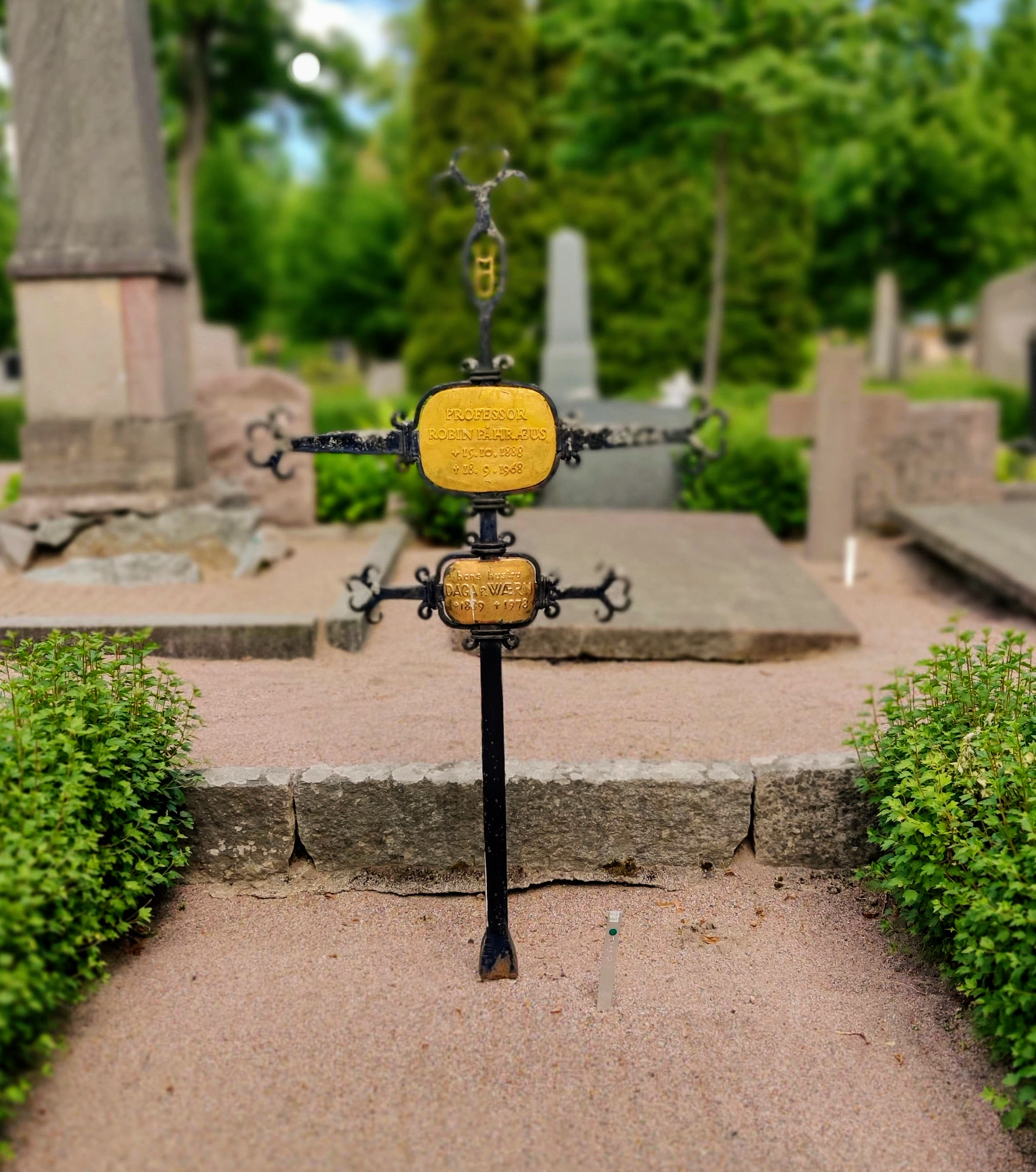
Gravvård Robin Fåhreus, Uppsala gamla kyrkogård.

Robert (Robin) Sanno Fåhræus, född 15 oktober 1888 i Hedvig Eleonora församling, Stockholm, död 18 september 1968 i Lunds Allhelgonaförsamling, var en svensk medicine professor och patolog vid Uppsala universitet. Fåhræus beskrev blodsänkan i sin doktorsavhandling (1921), vilken fick stor betydelse inom den medicinska diagnostiken, och bedrev mångårig forskning inom hematologin med ett flertal publicerade artiklar. Han räknas som en av reologins fäder.
Fåhræus avlade mogenhetsexamen vid Högre allmänna läroverket på Södermalm i Stockholm, vårterminen 1907 och blev inskriven vid Karolinska institutet på vårterminen 1908. Han blev medicine kandidat på hösten 1912, medicine doktor 1922, docent i experimentell patologi vid Karolinska institutet 1923, laborator i patologisk anatomi där 1926 och professor i patologisk anatomi vid Uppsala universitet 1928. Robin Fåhræus var prorektor vid Uppsala universitet 1952–1955, samt åren 1947–1955 var han professor där i allmän patologi och patologisk anatomi. Åren 1947–1956 var han inspektor vid Stockholms nation i Uppsala.
Fåhræus blev ledamot av  Kungliga Fysiografiska Sällskapet i Lund 1928, av Kungliga Vetenskaps- och Vitterhetssamhället i Göteborg 1931, av Kungliga Vetenskaps-Societeten i Uppsala 1934 och av Kungliga Vetenskapsakademien 1935. Han blev hedersledamot i Göteborgs läkaresällskap vid deras 100-årsjubileum 1945 och i Sveriges läkaresällskap 1948. 
Robin Fåhræus var nominerad till Nobelpriset i fysiologi eller medicin ett flertal gånger. Fåhræus var konstnärligt intresserad och finns representerad med ett antal teckningar vid Uppsala universitetsbibliotek
Hans föräldrar var konstsamlaren Klas Fåhraeus och skådespelerskan Olga Björkegren. Fåhræus gifte sig 1915 med Daga Wærn (1889–1978), dotter till grosshandlare Peder Wærn och Sigrid Wærn, född Möller. Han var far till arkitekten Klas Fåhræus.
Robin Fåhræus gravsattes den 13 november 1968 på Uppsala gamla kyrkogård.